# Lâu đài Dresden
Lâu đài Dresden hoặc Cung điện Hoàng gia (tiếng Đức: Dresdner Residenzschloss hoặc Dresdner Schloss) là một trong những tòa nhà cổ nhất ở Dresden, Đức. Trong gần 400 năm, đây là nơi cư ngụ của các tuyển hầu tước (1547-1806) và các vị vua (1806-1918) của Vương quốc Sachsen từ dòng Albertine của Nhà Wettin cũng như các vị vua của Ba Lan (1697-1763). Nó được biết đến với các phong cách kiến trúc khác nhau được sử dụng, từ thời Baroque đến thời Tân Phục hưng.
Ngày nay, lâu đài này là một quần thể bảo tàng chứa Hầm Xanh lịch sử và mới, Bảo tàng lưu trữ Münzkabinett, Bộ sưu tập các bản in, bản vẽ và hình ảnh và kho vũ khí Dresden của quân đội với Phòng Thổ Nhĩ Kỳ. Nó cũng chứa một thư viện nghệ thuật và quản lý Bộ sưu tập Nghệ thuật Nhà nước Dresden.